# PABX

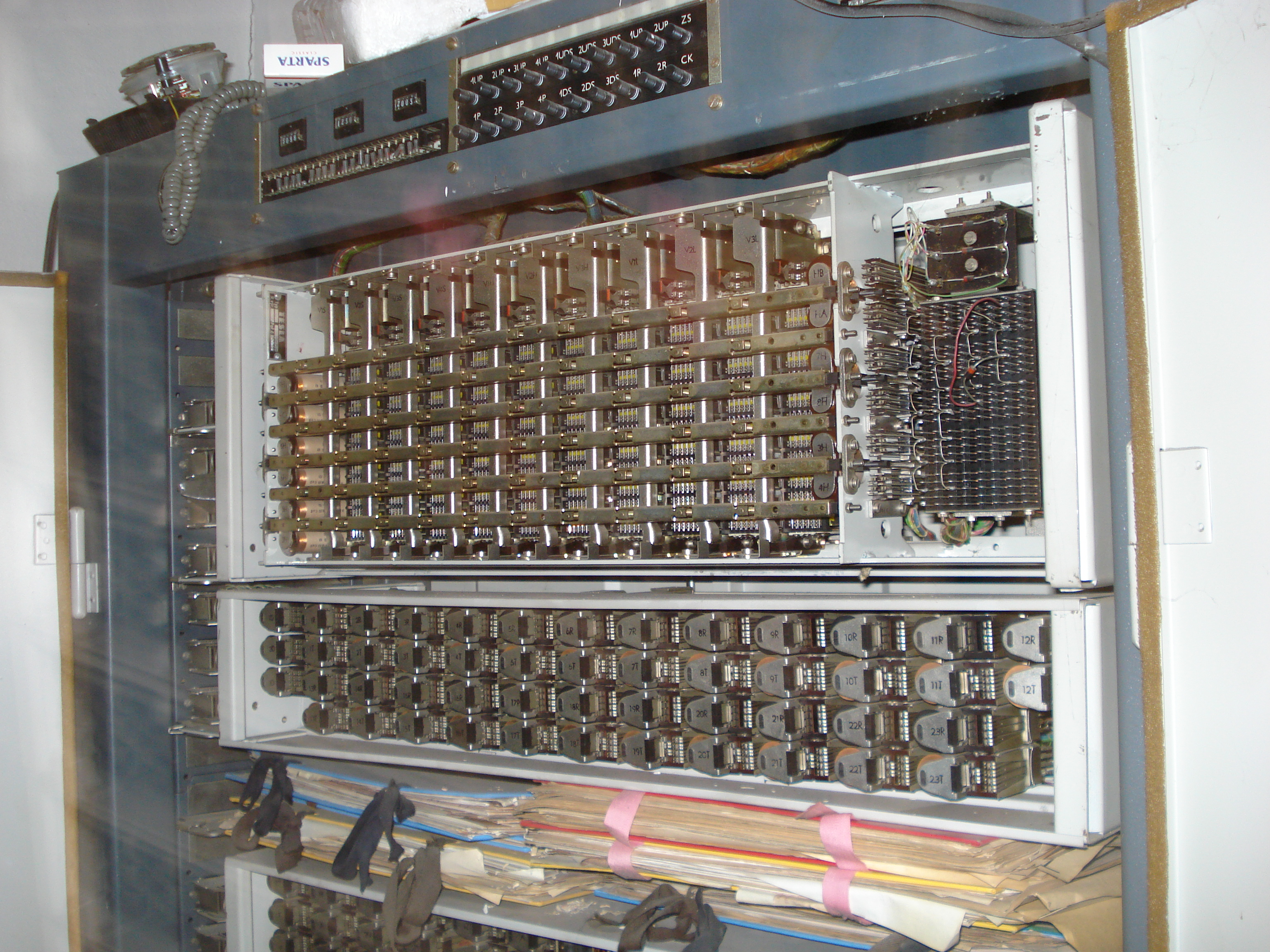
Model de central telefònica TESLA de principis dels anys 70

Un sistema telefònic empresarial és un sistema telefònic que s'utilitza normalment en entorns empresarials, que abasta tota la gamma de tecnologia des del sistema telefònic de clau (KTS) fins a la central telefònica privada (PBX).
Un sistema telefònic empresarial es diferencia d'una instal·lació de diversos telèfons amb múltiples línies d'oficina central (CO) en què les línies CO utilitzades es poden controlar directament en sistemes telefònics clau des de múltiples estacions telefòniques, i que aquest sistema sovint proporciona funcions addicionals per a la gestió de trucades. Els sistemes telefònics empresarials sovint es classifiquen en sistemes telefònics clau i centrals privades, però existeixen moltes combinacions (sistemes telefònics híbrids).

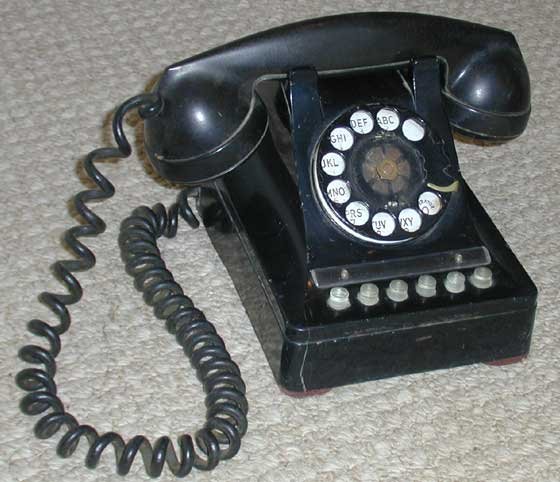
Telèfon amb clau Western Electric model 464G primerenc

Un sistema telefònic amb clau es distingia originalment d'una central privada en què no requeria un operador o assistent a una central per establir connexions entre les línies troncals i les estacions de la central, o entre estacions. Tecnològicament, les centrals privades comparteixen el llinatge amb els sistemes telefònics de la central i, en sistemes més grans o complexos, poden rivalitzar amb un sistema de la central en capacitat i característiques. Amb un sistema telefònic amb clau, un usuari de l'estació podia controlar les connexions directament mitjançant botons de línia, que indicaven l'estat de les línies amb llums incorporades.

## Sistema telefònic clau

Un telèfon amb tecles dels anys 30 per a una central telefònica privada

Els sistemes telefònics amb tecles es defineixen principalment mitjançant disposicions amb botons de selecció de línia individuals per a cada línia telefònica disponible. Els primers sistemes es coneixien com a plans de cablejat i simplement consistien en aparells telefònics, tecles, llums i cablejat.
Clau era un terme tècnic de Bell System per a un sistema de commutació controlat pel client com ara els botons de línia dels telèfons associats a aquests sistemes. Els components elèctrics que permeten la selecció de línies i funcions com ara l'espera i l'intercomunicació s'allotgen en un panell o armari, anomenat unitat de servei de claus o unitat de sistema de claus (KSU).
Els plans de cablejat van evolucionar fins a convertir-se en blocs de construcció de maquinari modular amb una varietat de funcionalitats i serveis en el sistema telefònic de tecla 1A desenvolupat al Bell System a la dècada de 1930.
Els sistemes de claus es poden construir utilitzant tres arquitectures principals: control compartit electromecànic, control compartit electrònic o conjunts de claus independents.
Les noves instal·lacions de sistemes telefònics clau s'han tornat menys comunes, ja que els sistemes híbrids i les centrals telefòniques privades de mida comparable tenen costos similars i una major funcionalitat.

### Sistema de claus de control compartit electromecànic

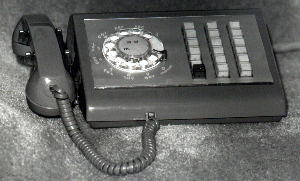
Un telèfon típic amb tecla de disc rotatiu: el Western Electric Call Director de divuit botons, fabricat des del 1958 fins a principis dels anys vuitanta.

Abans del desenvolupament de circuits integrats a gran escala, els sistemes clau consistien normalment en components electromecànics, com ara relés, igual que els sistemes de commutació telefònica més grans.
Els sistemes comercialitzats a Amèrica del Nord com a 1A, 1A1, 1A2 Key System i 6A en són exemples típics i es van vendre durant moltes dècades. La família d'unitats telefòniques de clau (KTU) de Western Electric 1A es va introduir a finals de la dècada de 1930 i va romandre en ús fins a la dècada de 1950. L'equip 1A era primitiu i requeria almenys dues KTU per línia; una per a la terminació de línia i una per a la terminació de l'estació (instrument telefònic). L'instrument telefònic que utilitzaven habitualment els sistemes 1A era el telèfon de la sèrie WECo 300/400. Introduïts el 1953, els sistemes de clau 1A1 van simplificar el cablejat amb una sola KTU tant per a la terminació de línia com de l'estació, i van augmentar les funcions disponibles. A mesura que els sistemes 1A1 es van fer habituals, els requisits per a les funcions d'intercomunicació van créixer. Les KTU d'intercomunicació originals, WECo Model 207, estaven cablejades per a un únic enllaç de conversa, és a dir, una sola conversa a l'intercomunicador alhora. El sistema d'intercomunicació amb disc WECo 6A proporcionava dos enllaços de conversa i sovint s'instal·lava com a intercomunicador amb disc en un sistema de claus 1A1 o 1A2. Els sistemes 6A eren complexos, problemàtics i cars, i mai es van popularitzar. L'arribada de la tecnologia 1A2 el 1964 va simplificar la configuració i el manteniment del sistema de claus. Aquests van continuar utilitzant-se durant la dècada de 1980, quan l'arribada dels sistemes de claus electròniques amb la seva instal·lació més fàcil i les seves característiques superiors va marcar la fi dels sistemes de claus electromecàniques.

### Sistema de control electrònic compartit
Amb l'arribada dels circuits integrats LSI, la mateixa arquitectura es va poder implementar de manera molt menys costosa que amb relés. A més, va ser possible eliminar el cablejat multifil i substituir-lo per un cable molt més senzill, similar (o fins i tot idèntic) al que utilitzen els sistemes sense clau. Els sistemes electrònics de control compartit van conduir ràpidament al sistema telefònic híbrid modern, ja que les característiques de les PBX i els sistemes de clau es van fusionar ràpidament. Un dels sistemes més reconeguts és l'AT&T Merlin.
- Funcions del contestador automàtic
- Comptabilització automàtica de trucades
- Identificador de trucades
- Supervisió remota de tot el sistema
- Selecció de sons de senyalització
- Marcatge ràpid
- Limitacions específiques de l'estació (com ara no tenir accés a llarga distància o no tenir servei de paginació)

Es podien afegir o modificar funcions simplement mitjançant programari, cosa que permetia una fàcil personalització d'aquests sistemes. Les estacions eren més fàcils de mantenir que els sistemes de clau electromecànica anteriors, ja que utilitzaven LED eficients en lloc de bombetes incandescents per a la indicació de l'estat de la línia.
LSI també va permetre que els sistemes més petits distribuïssin el control (i les funcions) en aparells telefònics individuals que no requerien cap unitat de control compartida. Aquests sistemes es van anomenar sense KSU; el primer telèfon d'aquest tipus es va introduir el 1975 amb el Com Key 416. Generalment, aquests sistemes s'utilitzen amb relativament pocs aparells telefònics i sovint és més difícil mantenir el conjunt de funcions (com ara els números de marcatge ràpid) sincronitzat entre els diversos aparells.

## Sistema telefònic amb clau híbrida
Al segle XXI, la distinció entre sistemes de clau i sistemes PBX s'ha tornat cada cop més borrosa. Els primers sistemes de clau electrònica utilitzaven terminals dedicats que mostraven i permetien l'accés a totes les línies i estacions PSTN connectades.

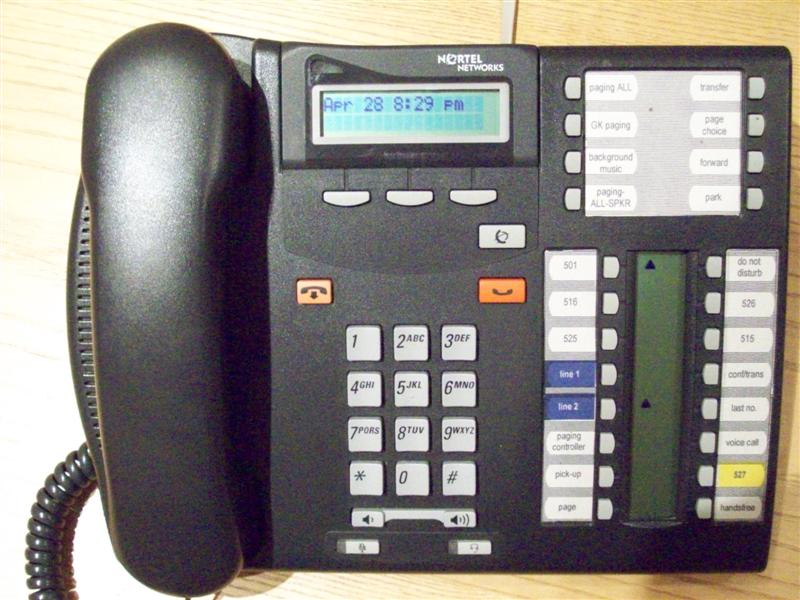
Telèfon amb sistema de claus de la sèrie T de Nortel

El sistema de claus modern ara admet telèfons SIP, RDSI i analògics (a més dels seus propis telèfons propietaris). –  normalment digital), així com una sèrie de funcions que tradicionalment es troben en sistemes PBX més grans. La seva compatibilitat amb la senyalització analògica i digital, i amb algunes funcionalitats PBX, dóna lloc a la designació híbrida.
Un sistema híbrid normalment té alguns botons d'aparició de trucada que corresponen directament a línies i/o estacions individuals, però també pot admetre la marcació directa a extensions o línies externes sense seleccionar una aparença de línia.
El sistema de claus modern sol ser completament digital, tot i que persisteixen variants analògiques i alguns sistemes implementen serveis de VoIP. Efectivament, els aspectes que distingeixen una PBX d'un sistema de claus híbrid són la quantitat, l'abast i la complexitat de les funcions i serveis que ofereixen.

## Central de sucursals privades

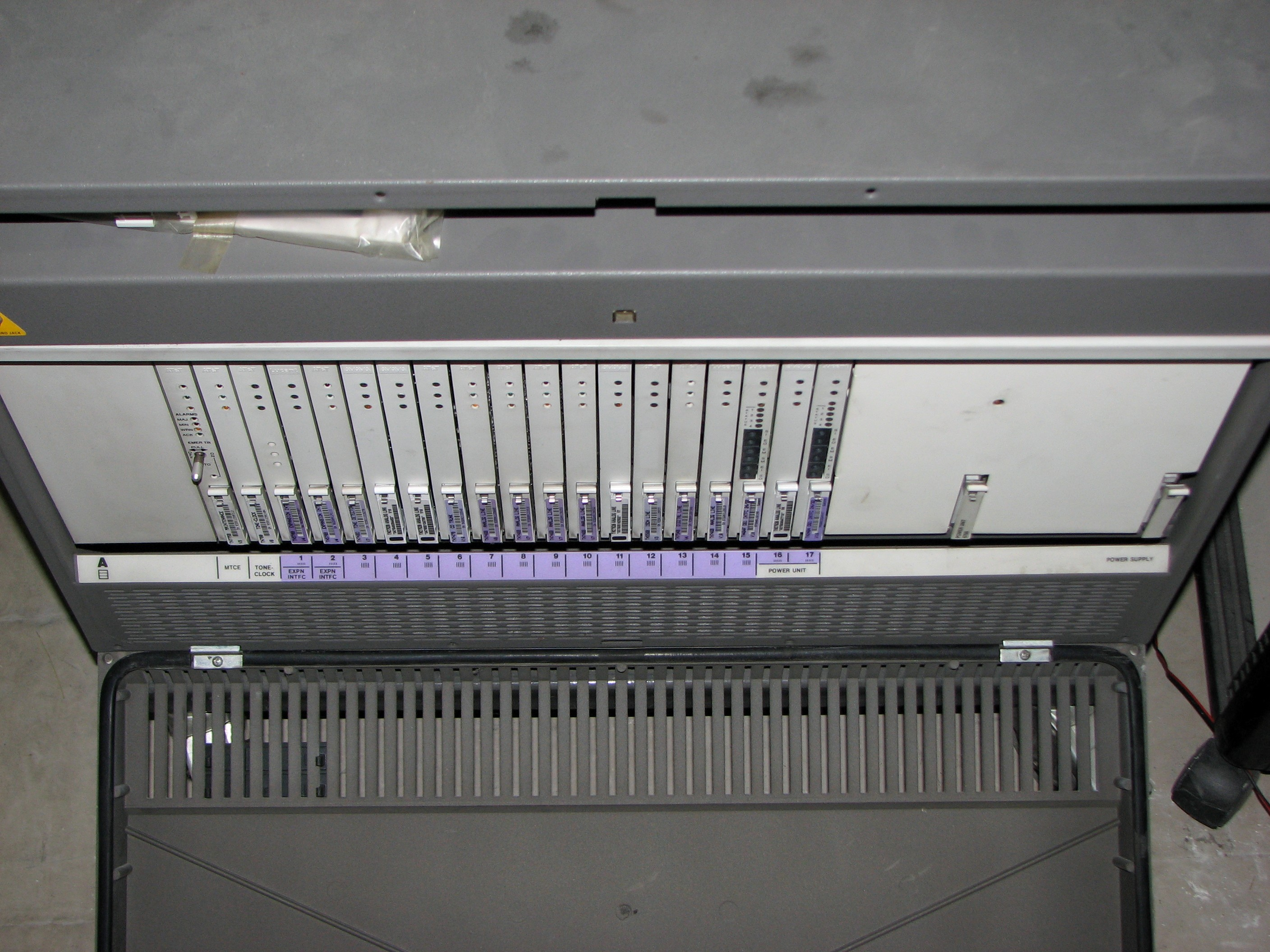
Una central PBX Avaya G3si amb la coberta frontal treta (vista des de dalt)

Una central telefònica privada (PBX) és una xarxa telefònica privada que ajuda les empreses a gestionar les trucades. Permet als empleats comunicar-se internament i connectar-se amb persones externes mitjançant la xarxa telefònica pública commutada (PSTN).
Sense un sistema telefònic PBX, cada empleat necessitaria una línia telefònica independent. Però amb la PBX, les trucades es desvien de manera eficient, cosa que facilita la comunicació i organitza més les operacions comercials. Les línies de l'oficina central proporcionen connexions a la xarxa telefònica pública commutada (PSTN) i l'aspecte de concentració d'una PBX permet l'ús compartit d'aquestes línies entre totes les estacions de l'organització. La seva capacitat d'intercomunicació permet que dues o més estacions es connectin directament sense utilitzar la xarxa telefònica pública commutada. Aquest mètode redueix el nombre de línies necessàries des de l'organització fins a la xarxa telefònica pública commutada.

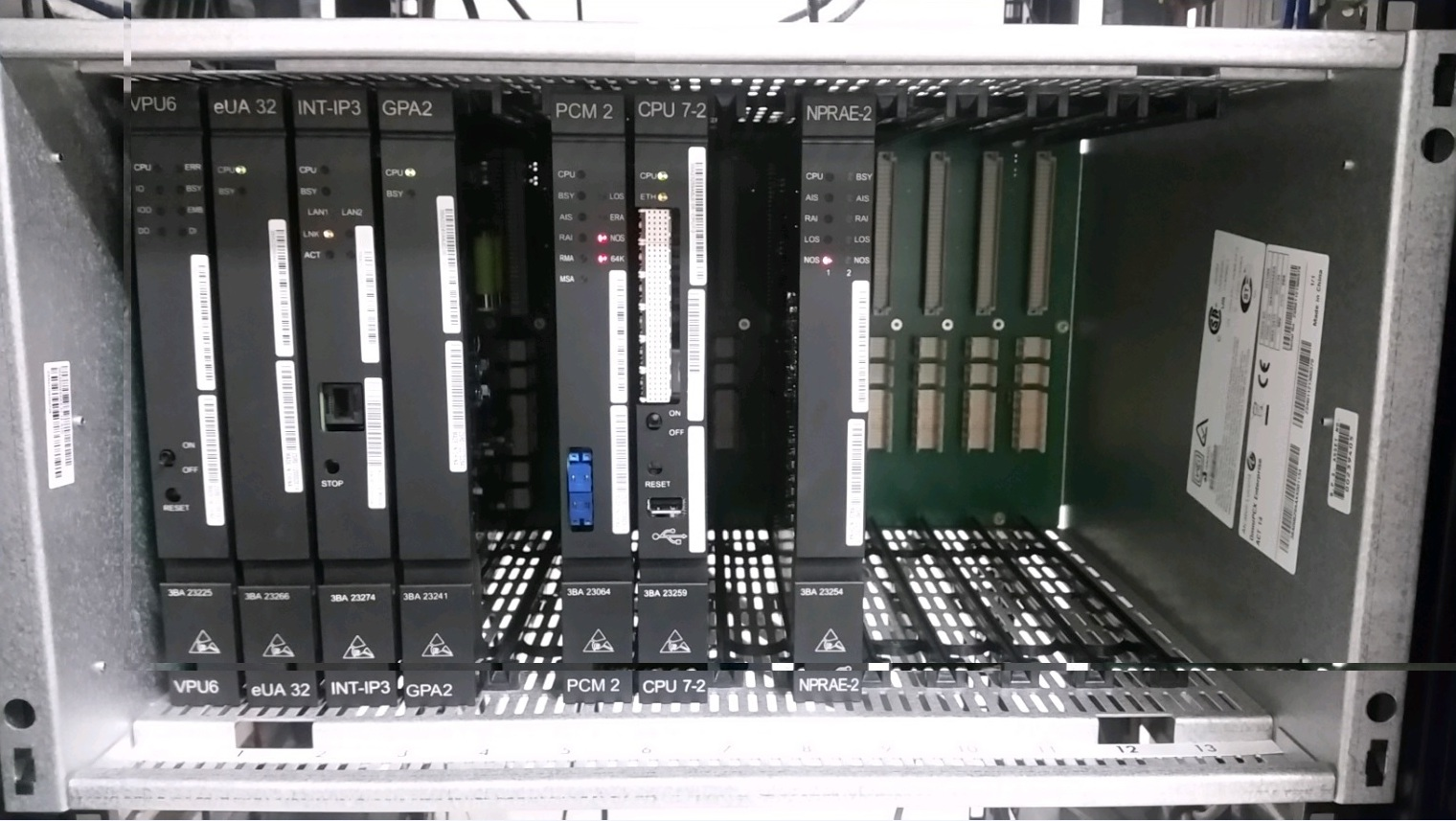
Una centralita telefònica Alcatel Lucent PABX Omni PCX Enterprise (vista frontal)

Cada dispositiu connectat a la PBX, com ara un telèfon, un fax o un mòdem d'ordinador, es coneix com a extensió i té un número de telèfon d'extensió designat que pot estar o no assignat automàticament al pla de numeració de l'oficina central i al bloc de números de telèfon assignat a la PBX.
Inicialment, els sistemes PBX oferien el principal avantatge de l'estalvi de costos per a les trucades telefòniques internes: la gestió de la commutació de circuits localment reduïa els càrrecs del servei telefònic a través de les línies de la central telefònica. A mesura que els sistemes PBX van guanyar popularitat, van començar a oferir serveis que no estaven disponibles a la xarxa pública, com ara grups de cerca, desviament de trucades i marcatge d'extensions. A partir de la dècada de 1960, una PBX simulada, coneguda com a Centrex, proporcionava funcions similars de la central telefònica central.
Una PBX es diferencia d'un sistema telefònic amb clau (KTS) en què els usuaris d'un sistema amb clau seleccionen manualment les seves pròpies línies de sortida en aparells telefònics especials que controlen botons per a aquest propòsit, mentre que les PBX seleccionen la línia de sortida automàticament. Els aparells telefònics connectats a una PBX normalment no tenen tecles especials per al control de línies de la central telefònica, però no és estrany que els sistemes amb clau es connectin a una PBX per ampliar els seus serveis.
Una PBX, a diferència d'un sistema de claus, utilitza un pla de numeració organitzatiu per a les seves estacions. A més, un pla de marcatge determina si cal prefixar seqüències de dígits addicionals en marcar per obtenir accés a una línia troncal de l'oficina central. Els sistemes moderns d'anàlisi de números permeten als usuaris marcar números de telèfon interns i externs sense codis especials per distingir la destinació prevista.

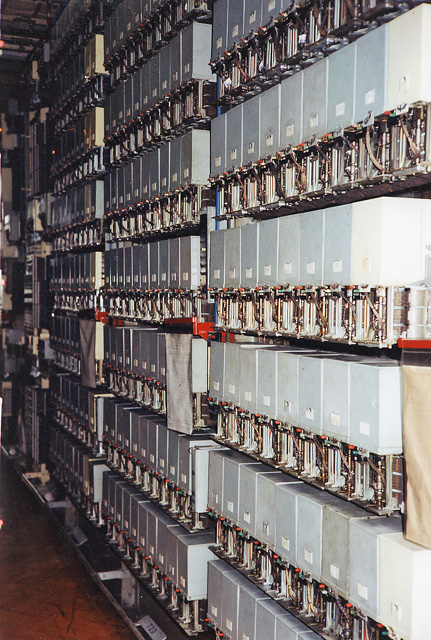
Prestatgeries d'una central telefònica Strowger del 1989, que mostren selectors de dos moviments al Regne Unit

### Història
El terme PBX es va originar quan els operadors de centraleta van gestionar manualment les centraletes de les empreses mitjançant circuits de cable. A mesura que els interruptors electromecànics automatitzats i, posteriorment, els sistemes de commutació electrònica van substituir gradualment els sistemes manuals, els termes central telefònica automàtica privada (PABX) i central telefònica manual privada (PMBX) els van diferenciar. Els sistemes digitals d'estat sòlid de vegades es denominaven centraletes telefòniques automàtiques privades electròniques (EPABX). A 2021 , el terme PBX és, amb diferència, el més reconegut.  L'abreviatura ara s'aplica a tots els tipus de sistemes complexos de commutació de telefonia interns.

### Centraleta PBX manual
Molts fabricants van proporcionar sistemes de centrals privades operats manualment en diverses mides i característiques; aquí es mostren exemples:

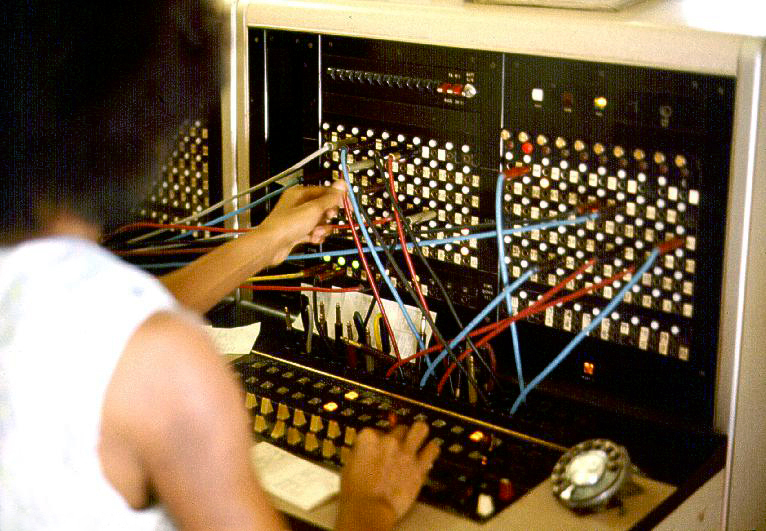
Centralita PBX amb cable ( c. 1975 )
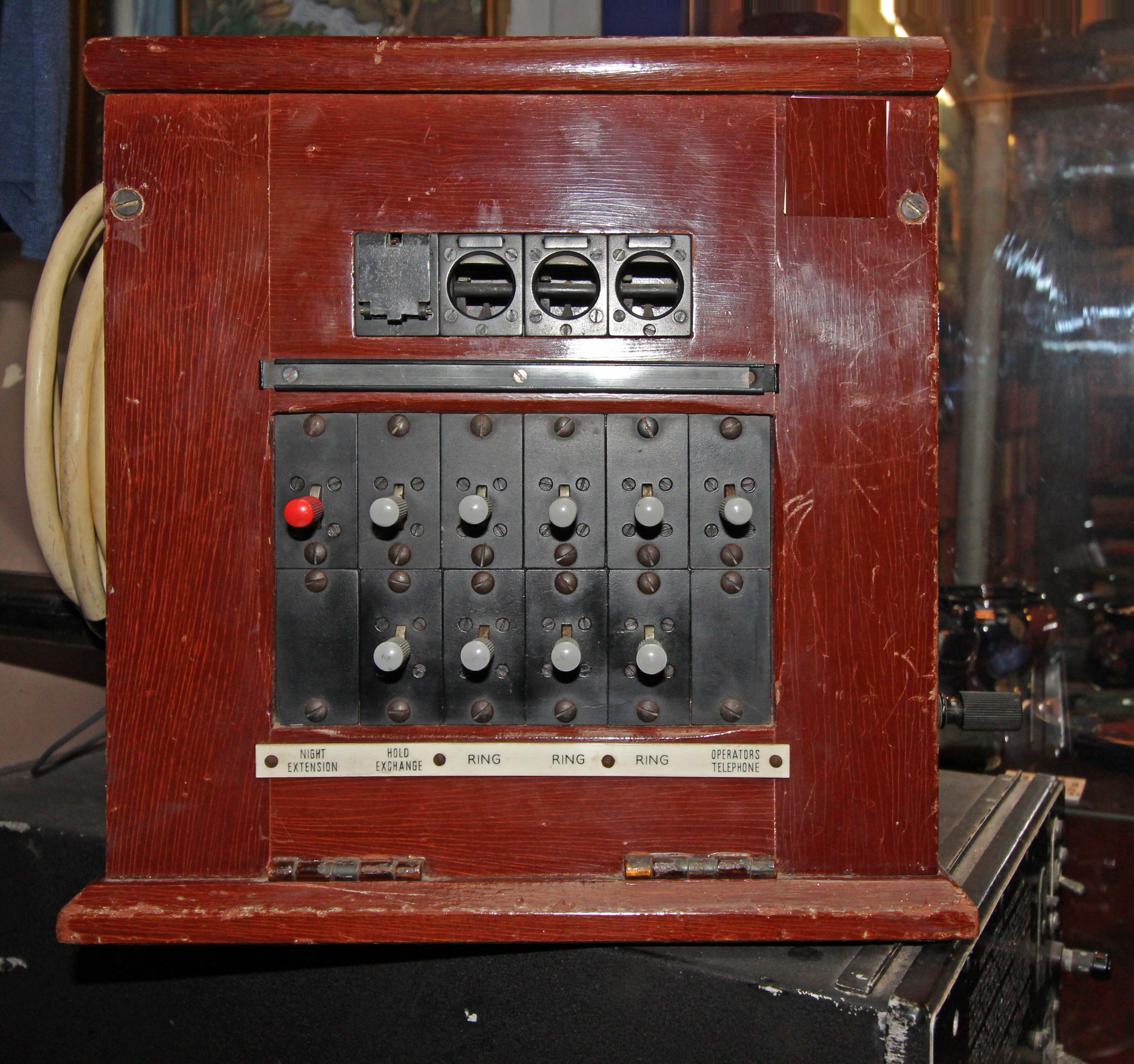
Model de central telefònica N935 de principis de 1945 amb funcionament sense fil
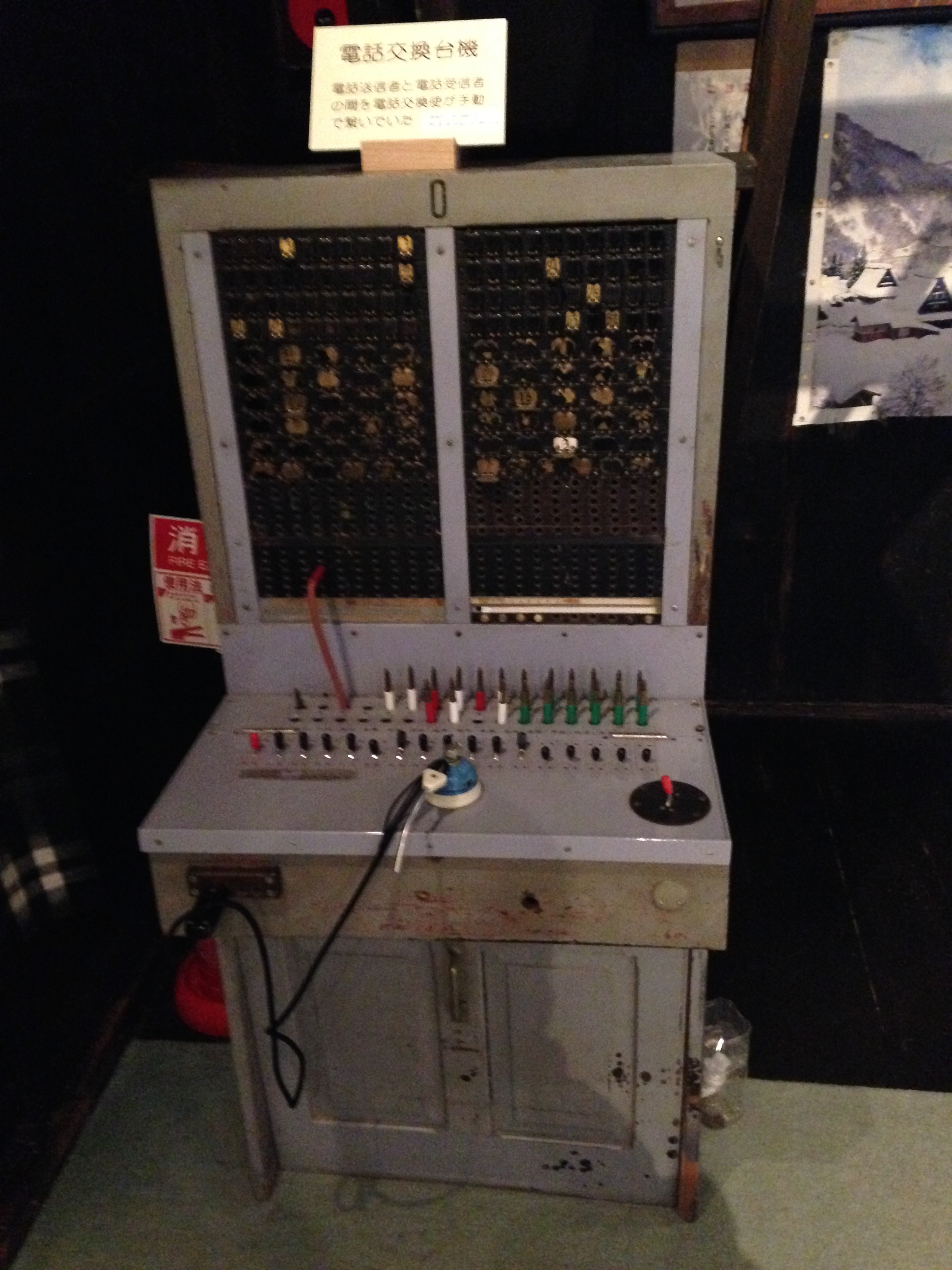
Central telefònica manual amb cable exposada al Museu de la Indústria Tradicional d'Ainokura al Japó

### Components del sistema
- Armaris, rebosts, voltes i altres allotjaments
- Consola o centralita que permet a un operador controlar les trucades entrants
- Interconnexió de cables i fils
- Targetes lògiques, targetes de commutació i control, targetes d'alimentació i dispositius relacionats que faciliten el funcionament de la PBX
- Microcontrolador o microordinador per al processament, control i lògica de dades arbitràries
- Troncales externes que connecten la PBX a la xarxa telefònica pública commutada
- Estacions, o aparells telefònics, de vegades anomenats línies per metonímia
- Xarxa de commutació interna de la PBX
- Sistema d'alimentació ininterrompuda (SAI) que consta de sensors, interruptors i bateries